# Angel's Last Mission: Love
Angel's Last Mission: Love (en hangul, 단, 하나의 사랑; romanización revisada, Dan, Hanaui Sarang) es una serie de televisión surcoreana emitida por KBS2 desde el 22 de mayo hasta el 11 de julio de 2019. Fue protagonizada por Shin Hye-sun, Kim Myung-soo, Lee Dong-gun, Kim Bo-mi, Do Ji-won y Kim In-kwon.

## Sinopsis
Lee Yeon-seo (Shin Hye-sun) fue una bailarina sumamente talentosa y exitosa con Fantasia Ballet Company de su familia, pero sufre un devastador accidente que la deja ciega. Es amarga y abusiva con su personal, incluidos su leal secretario y mayordomo, su intrigante familia y todos los demás. Dan (Kim Myung-soo) es un ángel optimista y despreocupado que siempre se mete en problemas. Para regresar al cielo, se le da la misión aparentemente imposible de encontrar el verdadero amor por Yeon-seo, pero termina por enamorarse de ella.

## Reparto

### Personajes principales
- Shin Hye-sun como Lee Yeon-seo / Choi Seol-hee
- Kim Myung-soo como Kim Dan / Yoo Sung-woo
- Lee Dong-gun como Ji Kang-woo[3]
- Kim Bo-mi como Geum Ni-na
- Do Ji-won como Choi Young-ja
- Kim In-kwon como Hoo

### Personajes secundarios
- Lee Ye-na como Hwang Jung-eun
- Woo Hee-jin como Jung Yoo-mi
- Lee Hwa-ryong como Park Kyung-il
- Gil Eun-hye como Geum Roo-na
- Kim Seung-wook como Geum Ki-cheon
- Lee Je-yeon como Ki Joon-soo
- Jo Sung-hyun como Ko Sung-min
- Kim Yi-kyung como Ki Bo-ra.[4]

### Apariciones especiales
- Park Sang-myun como el patrocinador de Fantasia (Ep. 2, 7, 9, 11–12)
- Jang Hyun-sung como Cho Seung-hwan, el secretario de Yeon-seo (Ep. 1-2, 6)